# Nupserha ugandensis
Nupserha ugandensis là một loài bọ cánh cứng trong họ Cerambycidae.